# Lareiga subdentata
Lareiga subdentata là một loài tò vò trong họ Ichneumonidae.